# Colodon
Il colodonte (gen. Colodon) è un mammifero perissodattilo estinto, affine ai tapiri. Visse tra l'Eocene superiore e l'Oligocene medio (circa 36 - 27 milioni di anni fa) e i suoi resti fossili sono stati ritrovati in Nordamerica e in Asia.

## Descrizione
Di dimensioni medie, Colodon era di taglia nettamente superiore alla maggior parte degli altri tapiroidi dell'Eocene come Helaletes o Heptodon. Le dimensioni potevano raggiungere quelle di un piccolo tapiro attuale; anche l'aspetto ricordava vagamente quello degli odierni tapiri, pur se con caratteristiche ridotte e forme più snelle.
Il cranio, in particolare, era dotato di ossa nasali fortemente arretrate che dovevano conferire all'animale in vita un aspetto sorprendentemente moderno, con tanto di notevole sviluppo del labbro superiore a formare una vera e propria proboscide. Un'analisi di due crani di Colodon mediante tomografia computerizzata ha messo in luce alcune caratteristiche dell'anatomia interna (scheletro facciale interno, sinus frontali) molto simili a quelle degli odierni tapiri (Colbert, 2005).
La dentatura di Colodon era anch'essa simile a quella dei tapiri moderni, soprattutto per quanto riguarda la struttura di premolari e molari. Incisivi e canini, invece, erano molto differenti. Gli incisivi erano a forma di spatola, di taglia leggermente decrescente dal primo al terzo. I canini erano quasi scomparsi (nella mascella) o scomparsi del tutto (nella mandibola), mentre nei tapiri sono ancora presenti. I quattro premolari superiori erano grandi e a forma più o meno di molari, con tubercoli esterni convessi labialmente. I molari superiori erano simili a quelli dei tapiri nella metà anteriore, ma il metacono era piatto o concavo. La mandibola era dotata di soli tre premolari, il primo di piccola taglia e gli altri due corti ma a quattro tubercoli. I molari inferiori erano corti, con due creste trasversali; il terzo molare inferiore era dotato di un piccolo talonide.
Le zampe di Colodon erano tridattile, con metapodi lunghi e snelli, e assomigliavano vagamente a quelle dei rinoceronti corridori come Hyracodon. Le ossa del piede erano ben più lunghe di quelle della mano, e le proporzioni erano quindi più simili a quelle dei cavalli che a quelle dei tapiri.

## Classificazione
Il genere Colodon venne descritto per la prima volta da Othniel Charles Marsh nel 1890, che descrisse la specie Colodon luxatus sulla base di frammenti. Alcuni anni prima, tuttavia, era stata descritta la specie Lophiodon occidentalis da Joseph Leidy, che venne in seguito ritenuta identica a Colodon luxatus. La specie tipo di Colodon, quindi, è Colodon occidentalis, rinvenuta in alcuni giacimenti eo-oligocenici in Nebraska, in South Dakota e in Saskatchewan. Al genere Colodon sono state attribuite numerose altre specie, vissute tra l'Eocene superiore e l'Oligocene inferiore in Nordamerica (C. cingulatus, C. copei, C. inceptus, C. kayi, C. stovalli, C. woodi) e in Asia (C. orientalis, C. curtus).
Colodon è stato inizialmente considerato da vari autori affine ai generi Heptodon e Helaletes nella famiglia Helaletidae, alla base del gruppo dei tapiroidi. Tuttavia, le notevoli differenze della dentatura hanno fatto sì che venisse assegnato a una sottofamiglia a sé stante (Colodontinae) in cui era generalmente incluso anche il poco noto Desmatotherium. Successive analisi hanno indicato che gli elaletidi erano probabilmente un gruppo parafiletico, e che Colodon rappresentava una forma insolitamente antica ma derivata di tapiroide, probabilmente più vicino al genere Tapirus del ben noto Protapirus, convenzionalmente considerato il più antico "vero" tapiro (famiglia Tapiridae).

## Paleoecologia
Come le forme attuali, anche Colodon doveva nutrirsi di fogliame piuttosto tenero; è probabile che fosse un animale adatto alla corsa, anche se non così come altri tapiroidi eocenici quali Lophialetes e Schlosseria.